# Josef Müller-Brockmann
Josef Müller-Brockmann (ur. 9 maja 1916 w Rapperswilu, Szwajcaria, zm. 30 sierpnia 1996 w Unterengstringen, Szwajcaria) – szwajcarski projektant graficzny, typograf, teoretyk dizajnu, autor podręczników oraz nauczyciel. Jeden z najważniejszych przedstawicieli szwajcarskiego stylu w typografii. Redaktor i założyciel czasopisma „Neue Grafik”. 

## Edukacja iżycie zawodowe[1]
Studiował w Zurychu w Kunstgewerbeschule w latach 1932–1934. Po zakończeniu edukacji pracował jako freelancer, w 1937 roku otworzył własne studio graficzne. W czasie II wojny światowej odbywał służbę wojskową. Do lat 50. jego działalność koncentrowała się na ilustracji oraz projektowaniu na potrzeby teatru i wystaw.
W latach 1958–1960 był nauczycielem projektowania graficznego w Kunstgewerbeschule w Zurychu, przejmując stanowisko po swoim byłym nauczycielu Ernscie Kellerze, pionierze szwajcarskiego stylu w typografii.
W 1958 wraz z Richardem Paulem Lohsem, Hansem Neubergiem oraz Carlo Vivarellim założył czasopismo „Neue Grafik”.
W 1966 został konsultantem europejskiego oddziału IBM.

## Publikacje
Josef Müller-Brockmann opublikował kilka książek poświęconych teorii i historii dizajnu, a także edukacji projektantów:
- Gestaltungsprobleme des Grafikers, Teufen 1961. (Projektant graficzny i problemy projektowe)
- Geschichte der visuellen Kommunikation, Teufen 1971. (Historia komunikacji wizualnej)
- Geschichte des Plakats, Zürich 1971. (Historia plakatu)
- Grid systems in graphic design / Raster Systeme für die visuelle Gestaltung, Teufen 1981. (Siatka w projektowaniu graficznym)
- Mein Leben: spielerischer Ernst und ernsthaftes Spiel, Baden 1994. (Autobiografia)

W języku polskim ukazał się fragment podręcznika Grid Systems in graphic design w antologii Widzieć/Wiedzieć zatytułowany Filozofia siatki w projektowaniu.

## Styl imyśl teoretyczna
Początkowo styl Müllera-Brockmanna charakteryzował się tradycyjnymi środkami wyrazu – zastosowaniem ilustracji oraz inspirowanym kaligrafią liternictwem. Od lat 50. styl ewoluował w stronę rozwiązań inspirowanych modernistyczną awangardą lat 20. i 30., prądami artystycznymi takimi jak suprematyzm, konstruktywizm, De Stijl, a także twórczością związaną z Bauhausem. Na szczególną uwagę zasługuje seria plakatów przygotowana dla sali koncertowej w Zurychu (1950–1972), charakteryzująca się wykorzystaniem geometrycznych form oraz oszczędnej typografii (Akzidenz Grotesk) zorganizowanej na gridzie (siatce projektowej).
Projektant odegrał dużą rolę w wypromowaniu siatki jako narzędzia projektowego. Użycie takiej metody miało dla niego także wymowę ideową, oznaczało dążenie do obiektywności, racjonalizacji, porządkowania świata, wyrażało pozytywną postawę zorientowaną na przyszłość.